# Hallandsmejerier
Hallandsmejerier, ekonomisk förening var en svensk mejeriförening för Hallands län. Den uppgick 1965 i Lantbrukarnas Mjölkcentral vars verksamhet senare blev en del av Arla Foods.

## Historik
Hallandsmejerier bildades i början på 1960-talet genom sammanslagning av ett antal mejeriföreningar i Halland. Falkenbergsortens mejeriförening var övertagande förening och huvudkontoret låg i Falkenberg. Halmstadsortens mejeriförening röstade för fusionen i maj 1960. Bland andra uppgående föreningar fanns följande:
- Knäreds mejeriförening. Röstade slutgiltigt för en sammanslagning i oktober 1961.[2]
- Våxtorps andelsmejeriförening. Där röstade först en majoritet mot, vilket dock ändrades till ett ja sedan fusionsförespråkarna hotat lämna föreningen och därmed underminera dess lönsamhet.[3]
- Ullaredsortens mejeriförening. Röstade för fusion den 13 juni 1963.[4]

De flesta mejerierna i Halland skulle ansluta sig till Hallandsmejerier, men Hishult, Tofta och Skällinge var fortsatt fristående. Hishults mejeri röstade med stor majoritet mot förslaget om sammanslagning. Hishult skulle istället gå ihop med Örkelljunga mejeri 1971.
I samband med fusionen var planen att man bara skulle ha kvar mejerier i Vallberga, Halmstad, Kvibille, Falkenberg och Varberg, vilket innebar man planerade en nedläggning av de flesta av föreningens mejerier. Ett nytt stormejeri i Falkenberg började också planeras. Tills det nya mejeriet kunde tas i bruk hade föreningen sin största produktionsenhet i Vallberga mejeri, där man i februari 1963 invigde ett nytt ostlagerhus.
Den 5 juni 1963 började föreningen införa Tetra Pak. Förpackningen lanserades först i Halmstadsområdet. Andra områden fick de nya förpackningarna senare.
Hallandsmejerier hann knappt vara verksamt i två år innan man i december 1963 meddelade en sammanslagning med Lantbrukarnas Mjölkcentral i Göteborg för att bilda en storförening för hela västkusten. Hallandsmejerier röstade för fusionen den 29 maj 1963. Övertagandet trädde i kraft den 1 januari 1965. Den sista årsstämman hölls den 14 maj 1965.
Under sitt sista verksamhetsår lade föreningen ner tre mejerier, varefter man hade tio kvar. Mejeriet i Frillesås lades ner i februari 1965 och i samband med att stormejeriet i Falkenberg togs i bruk skulle man även avveckla i Långås, Vinberg och Heberg. Falkenbergs nya mejeri togs i bruk i oktober 1965 och invigdes i februari 1967.
LMC och efterföljaren Arla fortsatte sedan rationaliseringen. Vallberga mejeri lades ner 1991. Nedläggningen av Halmstads mejeri meddelades i juni 2001. År 2025 hade Arla utöver Falkenbergs mejeri alltjämt kvar Kvibille Mejeri.